# مديرية برع

تعديل مصدري - تعديل

مديرية برع إحدى  مديريات محافظة الحديدة في غرب اليمن. بلغ عدد سكانها 45116 نسمة عام 2004.